# Peterborough (Nuevo Hampshire)
Peterborough es un pueblo ubicado en el condado de Hillsborough en el estado estadounidense de Nuevo Hampshire. En el Censo de 2010 tenía una población de 6.284 habitantes y una densidad poblacional de 63,64 personas por km².

## Geografía
Peterborough se encuentra ubicado en las coordenadas 42°53′25″N 71°56′28″O / 42.89028, -71.94111. Según la Oficina del Censo de los Estados Unidos, Peterborough tiene una superficie total de 98.74 km², de la cual 97.69 km² corresponden a tierra firme y (1.06%) 1.05 km² es agua.

## Demografía
Según el censo de 2010, había 6.284 personas residiendo en Peterborough. La densidad de población era de 63,64 hab./km². De los 6.284 habitantes, Peterborough estaba compuesto por el 96.1% blancos, el 0.73% eran afroamericanos, el 0.18% eran amerindios, el 1.78% eran asiáticos, el 0.02% eran isleños del Pacífico, el 0.41% eran de otras razas y el 0.78% pertenecían a dos o más razas. Del total de la población el 1.37% eran hispanos o latinos de cualquier raza.